# Associazione Calcio Monza Brianza 1912 2010-2011
L'Associazione Calcio Monza Brianza 1912 nella stagione 2010-2011 partecipa al Campionato di Prima Divisione di Lega Pro girone A.

## Stagione
Nella stagione 2010-2011 il Monza disputa il girone A del campionato di Prima Divisione, ottiene 32 punti con il sedicesimo posto, per salvarsi affronta la doppia sfida del Play-out contro il Pergocrema, entrambe le partite finiscono (1-0) per le squadra di casa, quindi retrocede in Seconda Divisione il Monza, perché il Pergocrema in campionato ha ottenuto tre punti in più dei brianzoli. Poi in piena estate, stante la retrocessione a tavolino dell'Alessandria, coinvolta nello scandalo di Scommessopoli, il Monza viene ripescato nella Prima Divisione per la stagione 2011-2012. Durante tutto il campionato il Monza resta invischiato nella bassa classifica, con quattro allenatori che si alternano, nel tentativo di far riprendere quota ai biancorossi, raccoglie 14 punti nel girone di andata e 18 nel girone di ritorno. Anche nel Play-out non riesce a superare l'ostacolo, rappresentato dal doppio confronto con il Pergocrema. Il comasco Carlo Emanuele Ferrario preso dal Prato, con 11 centri risulta il miglior marcatore stagionale dei brianzoli. Nella Coppa Italia nazionale il Monza nel primo turno supera l'Entella di Chiavari (2-1), nel secondo turno esce dal torneo, eliminato dal Sassuolo che si impone (3-1). Nella Coppa Italia di Lega Pro i brianzoli entrano in scena nel secondo turno della fase finale, avendo giocata la Coppa Italia nazionale, superando la Tritium (2-1), nel terzo turno supera la Cremonese allo Zini (2-3), il quarto turno è un gruppetto a tre squadre, con il Monza, il Pisa e la Pro Vercelli, viene vinto dal Pisa che accede alle semifinali.

## Rosa
| N. |                         | Ruolo | Calciatore           |
| -- | ----------------------- | ----- | -------------------- |
|    | Paesi Bassi (bandiera)  | P     | Sander Westerveld    |
|    | Italia (bandiera)       | P     | Marco Marcandalli    |
|    | Italia (bandiera)       | D     | Alessio Bugno        |
|    | Italia (bandiera)       | D     | Mirko Cudini         |
|    | Gambia (bandiera)       | D     | Simon Barjie         |
|    | Italia (bandiera)       | D     | Paolo Campinoti      |
|    | Italia (bandiera)       | D     | Dennis Esposito      |
|    | Italia (bandiera)       | D     | Luca Fiuzzi          |
|    | Italia (bandiera)       | D     | Maximiliano Uggè     |
|    | Italia (bandiera)       | D     | Alessandro Tuia      |
|    | Italia (bandiera)       | C     | Marco Anghileri      |
|    | Paesi Bassi (bandiera)  | C     | Chedric Seedorf      |
|    | Italia (bandiera)       | C     | Moreno Zebi          |
|    | Francia (bandiera)      | C     | Houssem Chemali      |
|    | Paesi Bassi (bandiera)  | C     | Stefano Seedorf      |
|    | RD del Congo (bandiera) | C     | Christopher Oualembo |
|    | Italia (bandiera)       | C     | Vincenzo Iacopino    |

| N. |                    | Ruolo | Calciatore           |
| -- | ------------------ | ----- | -------------------- |
|    | Italia (bandiera)  | C     | Manuel Ricci         |
|    | Croazia (bandiera) | C     | Damjan Djokovic      |
|    | Italia (bandiera)  | C     | Antonio Esposito     |
|    | Italia (bandiera)  | C     | Fabio Meduri         |
|    | Italia (bandiera)  | C     | Paolo Campinoti      |
|    | Italia (bandiera)  | C     | Daniele Prato        |
|    | Italia (bandiera)  | C     | Alessandro Gambadori |
|    | Italia (bandiera)  | C     | Luisito Campisi      |
|    | Italia (bandiera)  | A     | Andrea Alberti       |
|    | Gabon (bandiera)   | A     | Willy Aubameyang     |
|    | Senegal (bandiera) | A     | Amadou Samb          |
|    | Italia (bandiera)  | A     | Fabio Vignaroli      |
|    | Italia (bandiera)  | A     | Simone Masini        |
|    | Ghana (bandiera)   | A     | Giovanni Kyeremateng |
|    | Italia (bandiera)  | A     | Federico Furlan      |
|    | Italia (bandiera)  | A     | Nello Russo          |
|    | Italia (bandiera)  | A     | Carlo Ferrario       |

## Risultati

### Lega Pro Prima Divisione

#### Girone di andata
| Arbitro: | Pairetto (Nichelino) |

|                             |           |                 |
| S. Seedorf 51’ Ferrario 56’ | Marcatori | 7’, 20’ Simeoni |

| Ferrara 29 agosto 2010 2ª giornata | SPAL            | 0 – 0 | Monza | Stadio Paolo Mazza\| Arbitro: \| Ros (Pordenone) \| |
| Arbitro:                           | Ros (Pordenone) |       |       |                                                     |

| Arbitro: | Gallo (Barcellona Pozzo di Gotto) |

|              |           |                                                     |
| Iacopino 66’ | Marcatori | 2’, 17’, 90+4’ Le Noci 23’ Pichlmann 60’ M. Mancini |

| Arbitro: | Aversano (Treviso) |

|                                      |           |                          |
| Maritato 20’ Maschio 24’ Temelin 74’ | Marcatori | 18’ Ferrario 26’ Seedorf |

| Arbitro: | Giorgetti (Cesena) |

|                       |           |  |
| Samb 49’ Ferrario 64’ | Marcatori |  |

| Arbitro: | Giallanza (Catania) |

|            |           |                     |
| Fiuzzi 22’ | Marcatori | 64’ (rig.) Paulinho |

| Arbitro: | Monaco (Tivoli) |

|                                                            |           |  |
| Borghese 10’ Donnarumma 59’ Ant. Caracciolo 63’ Galano 73’ | Marcatori |  |

| Arbitro: | Castrignanò (Brindisi) |

|                       |           |  |
| Ferrario 6’ Bugno 73’ | Marcatori |  |

| Arbitro: | Aureliano (Bologna) |

|                           |           |  |
| Szatmari 6’ Legittimo 59’ | Marcatori |  |

| Arbitro: | Benassi (Bologna) |

|  |           |              |
|  | Marcatori | 3’ Galabinov |

| Arbitro: | Bolano (Livorno) |

|                    |           |                           |
| Triarico Tateo 70’ | Marcatori | 22’ Ferrario 77’ M. Ricci |

| Arbitro: | Albertini (Ascoli Piceno) |

|                                      |           |                                           |
| Ferrario 25’, 80’ Mirri 90+4’ (aut.) | Marcatori | 4’, 47’ Campo 40’ (aut.) Cudini 66’Virdis |

| Arbitro: | Aloisi (Avezzano) |

|                                          |           |  |
| C. Colombo 26’ Vannucchi 81’ Corazzi 87’ | Marcatori |  |

| Arbitro: | Vallesi (Ascoli Piceno) |

|                             |           |                      |
| Aubameyang 74’ Fiuzzi 90+2’ | Marcatori | 45’ Musetti 87’ Coda |

| Alessandria 28 novembre 2010 15ª giornata | Alessandria     | 0 – 0 | Monza | Stadio Giuseppe Moccagatta\| Arbitro: \| De Meo (Foggia) \| |
| Arbitro:                                  | De Meo (Foggia) |       |       |                                                             |

| Arbitro: | Ceccarelli (Terni) |

|  |           |                   |
|  | Marcatori | 87’ (rig.) Franco |

| Arbitro: | Cifelli (Campobasso) |

|                |           |  |
| Maggiolini 86’ | Marcatori |  |

#### Girone di ritorno
| Arbitro: | Tidona (Torino) |

|            |           |                    |
| Daleno 87’ | Marcatori | 9’ (rig.) Ferrario |

| Arbitro: | Mariani (Aprilia) |

|                                    |           |             |
| Ferrario 45+1’ (rig.) Iacopino 56’ | Marcatori | 23’ Coppola |

| Arbitro: | Maresca (Napoli) |

|                               |           |  |
| Pichlmann 34’ G. Esposito 56’ | Marcatori |  |

| Monza 23 gennaio 2011 21ª giornata | Monza                | 0 – 0 | Reggiana | Stadio Brianteo\| Arbitro: \| Pairetto (Nichelino) \| |
| Arbitro:                           | Pairetto (Nichelino) |       |          |                                                       |

| Arbitro: | Operato (Isernia) |

|                  |           |            |
| Porchia 76’, 89’ | Marcatori | 34’ Masini |

| Arbitro: | Saia (Palermo) |

|              |           |  |
| De Giosa 45’ | Marcatori |  |

| Arbitro: | Borriello (Mantova) |

|                           |           |                                |
| Iacopino 46’ Ferrario 49’ | Marcatori | 38’ Galano 63’, 90+3’ Borghese |

| Arbitro: | Caso (Verona) |

|            |           |  |
| Eusepi 29’ | Marcatori |  |

| Arbitro: | Barbiero (Vicenza) |

|                                       |           |                                         |
| Iacopino 40’ (rig.), 70’ Djokovic 67’ | Marcatori | 20’ Fabinho 47’ Altobello 76’ Jefferson |

| Arbitro: | Lanza (Nichelino) |

|               |           |  |
| Checcucci 10’ | Marcatori |  |

| Monza 27 marzo 2011 28ª giornata | Monza               | 0 – 0 | Paganese | Stadio Brianteo\| Arbitro: \| Bietolini (Firenze) \| |
| Arbitro:                         | Bietolini (Firenze) |       |          |                                                      |

| Arbitro: | Giorgetti (Cesena) |

|  |           |              |
|  | Marcatori | 78’ M. Ricci |

| Monza 17 aprile 2011 30ª giornata | Monza                        | 0 – 0 | Spezia | Stadio Brianteo\| Arbitro: \| Del Giovane (Albano Laziale) \| |
| Arbitro:                          | Del Giovane (Albano Laziale) |       |        |                                                               |

| Arbitro: | Merlino (Udine) |

|               |           |             |
| Coda 67’, 75’ | Marcatori | 85’ Chemali |

| Arbitro: | Ros (Pordenone) |

|                           |           |  |
| Djokovic 20’ M. Ricci 80’ | Marcatori |  |

| Arbitro: | Mangialardi (Pistoia) |

|                               |           |                                                         |
| C. Conti 9’ Franco 33’ (rig.) | Marcatori | 7’ Djokovic 59’ (rig.) Iacopino 83’ Ferrario 77’ Cudini |

| Arbitro: | Peretti (Verona) |

|              |           |                  |
| Djokovic 23’ | Marcatori | 50’ Gerbino Polo |

#### Play-out
| Arbitro: | Coccia (San Benedetto del Tronto) |

|                       |           |  |
| A. Alberti 83’ (rig.) | Marcatori |  |

| Arbitro: | Gavillucci (Latina) |

|              |           |  |
| N. Galli 30’ | Marcatori |  |

### Coppa Italia

#### Turni preliminari
| Arbitro: | Manganiello (Pinerolo) |

|                       |           |            |
| Barjie 89’ Tuia 90+5’ | Marcatori | 2’ Soragna |

| Arbitro: | Gallione (Alessandria) |

|                                    |           |            |
| Bruno 15’ Masucci 25’ Riccio 90+2’ | Marcatori | 45+1’ Samb |

### Coppa Italia Lega Pro

#### Fase 1 ad eliminazione diretta
| Arbitro: | Brasi (Seregno) |

|                            |           |               |
| C. Seedorf 55’ Seedorf 73’ | Marcatori | 78’ Spampatti |

| Arbitro: | Penno (Nichelino) |

|                            |           |                                |
| Colacone 11’ Bi Zamble 86’ | Marcatori | 26’, 66’ M. Ricci 69’ Oualembo |

#### Terzo turno - Girone A
| 17 novembre 2010 1ª giornata |  | – Turno di riposo Monza |  |  |

| Arbitro: | De Faveri (San Donà di Piave) |

|  |           |                      |
|  | Marcatori | 80’ (rig.) Di Piazza |

| Arbitro: | Cafari Panico (Cassino) |

|                       |           |              |
| K. Obodo 6’ Perez 39’ | Marcatori | 60’ N. Russo |